# Worms Ultimate Mayhem
Worms Ultimate Mayhem é um jogo de artilharia/estratégia por turnos desenvolvido pelo Team17 e é parte da série Worms. Foi anunciado no dia 27 de julho de 2011 pela Team 17 e lançado no dia 28 de setembro. É um novo jogo 3D da série que foi lançado para Windows, PlayStation Network e Xbox Live Arcade. Descrito como uma versão melhorada e em alta definição de Worms 3D e Worms 4: Mayhem, que além de conteúdo de ambos os jogos, contará com mais missões, personalizações, puzzles e worms.
Os jogadores revezam os turnos controlando seus times de minhocas com o objetivo final de derrotar os times adversários. O jogador deve agir dentro de um certo limite de tempo antes que seu turno acabe.